# مياسيس
المياسية (الاسم العلمي: Miacis) تعني:("النقطة الصغيرة")، وهي جنس منقرض من الثدييات المشيمية وهو فرع حيوي من لاحميات الشكل التي عاشت في أمريكا الشمالية من بداية وحتى منتصف فترة الإيوسيني.